# Spark MicroGrants
Spark MicroGrants — руандийская некоммерческая организация, которая поддерживает бедные сельские сообщества, желающие развивать свои собственные проекты социального воздействия. Spark MicroGrants предоставляет микрогранты (от 2 до 10 тыс. долларов) на постройку школ, ферм, линий электропередач, водоочистных и оросительных сооружений, экологически чистых туалетов. Организация помогла более ста бедным сообществам не только Руанды, но и соседних Уганды и Бурунди.
Spark MicroGrants, основанная в 2010 году молодой студенткой Сашей Фишер, изучает проблемы бедных сельских сообществ Восточной Африки, совместно с представителями деревень разрабатывает социальные проекты, направленные на борьбу с бедностью, болезнями, отсталостью и безграмотностью, аккумулирует средства фондов и частных филантропов и финансирует реализацию этих проектов. Также Spark MicroGrants ищет и обучает социальных предпринимателей, менеджеров и волонтёров из среды местных жителей (местные помощники, получающие небольшие стипендии, помогают крестьянам создавать проекты и реальные бизнес-планы, а затем методом голосования выбирать из них лучшие и более востребованные для данного сообщества). В 2011 году Spark MicroGrants стал полуфиналистом в Buckminster Fuller Challenge от института Бакминстера Фуллера.   

## Партнёры
Партнёрами и инвесторами Spark MicroGrants являются Google, Yahoo!, Goldman Sachs, Ротари Интернешнл, Агентство США по международному развитию, Draper Richards Kaplan Foundation, Do Something, ChildFund, Cordes Foundation, Segal Family Foundation, Planet Wheeler Foundation, Global Good Fund, Charles and Lynn Schusterman Family Foundation, Imago Dei Fund, Opportunity Collaboration, African Hope Network, Open Road Alliance, All People Be Happy и другие организации. 